# Esmeralda Falcón Reyes
Esmeralda Falcón Reyes apodada "La Pantera" (Santiago Tulyehualco, Ciudad de México, 12 de octubre de 1995) es una atleta mexicana dedicada al boxeo. Es la primera mujer de su país que compitió en esa disciplina en unos juegos olímpicos.

## Vida personal
Esmeralda es originaria de la Ciudad de México. A la par de su carrera deportiva, cursa una licenciatura en Educación Física en la ESEF de Cuautla Morelos

## Trayectoria
En los Juegos Centroamericanos y del Caribe 2018, Falcón venció a Elisa Williams de Panamá en la división de los 60 kilogramos, ganando medalla de oro. En los Juegos Panamericanos de 2019 logró la medalla de bronce tras vencer a Scarleth Ojeda, de Nicaragua.
Para la clasificación a los Juegos Olímpicos de Tokio 2020, Falcón entrenó en casa debido a la pandemia de COVID-19. La eliminatoria para la competencia olímpica se realizaría en Buenos Aires del 23 de marzo al 3 de abril, pero no se ocurrió por la emergencia sanitaria. El 12 de mayo de 2021 la Federación Mexicana de Boxeo anunció su selección para la justa olímpica por el Boxing Task Force, convirtiéndose en la primera mujer mexicana que compitió en boxeo en la historia olímpica de su país.
En los Juegos Olímpicos de Tokio 2020, fue derrotada en la eliminatoria por la italiana Rebecca Nicoli.

## Palmarés
2018
- Juegos Centroamericanos y del Caribe 2018
  -  Oro en boxeo de la división de los 60kg femenil[11]

2019
- Juegos Panamericanos de 2019
  -  Bronce medalla de bronce de la división de los 60kg femenil